# العمارة القوطية العلمانية والمحلية

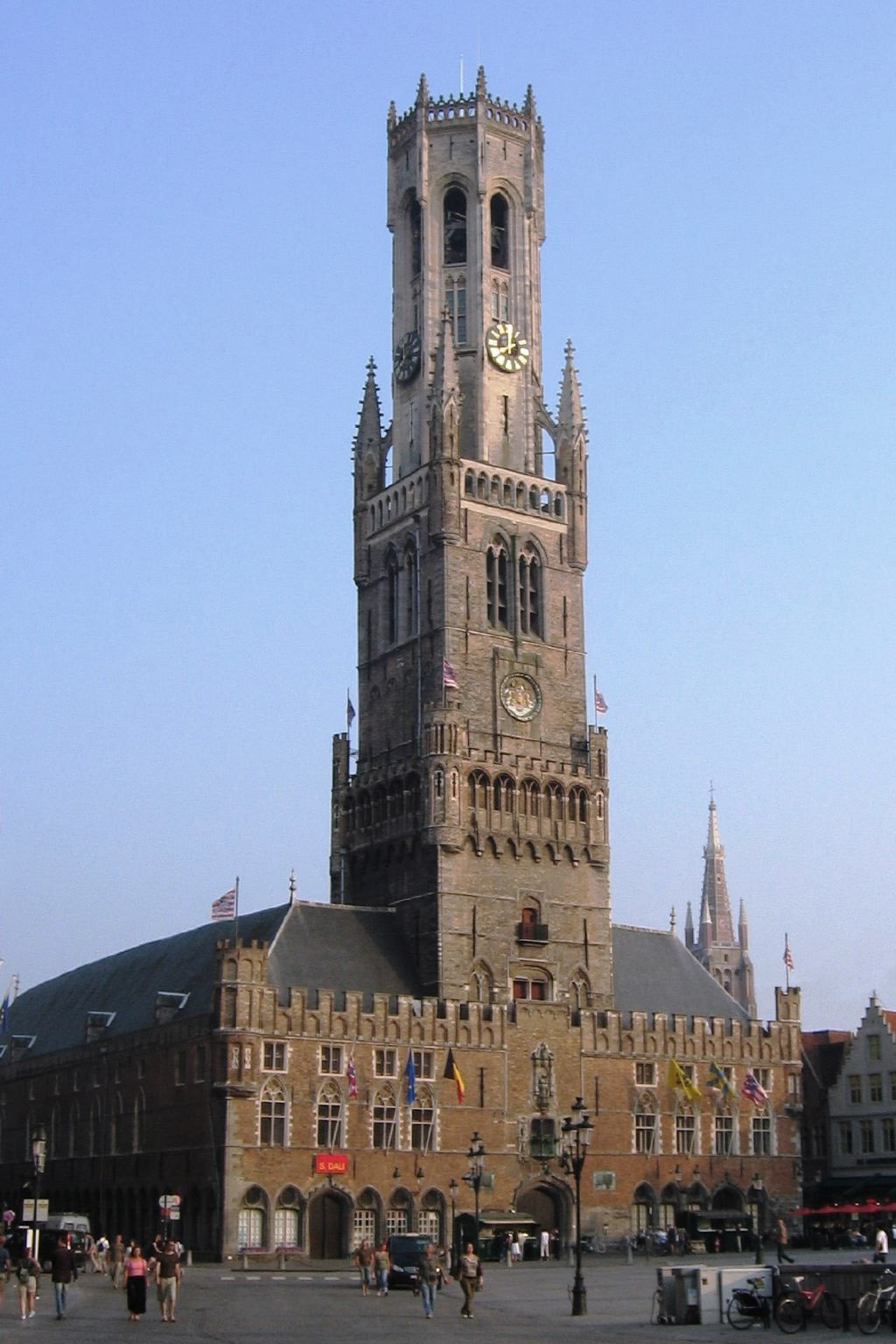
برج جرس بروج هو أحد أمثلة العمارة القوطية المحلية.

العمارة القوطية هي أسلوب من العمارة التي ازدهرت خلال فترة العصور الوسطى العالية والمتأخرة. تطورت من العمارة الرومانية وخلفها عصر النهضة.
نشأت العمارة القوطية في فرنسا في القرن الثاني عشر واستمرت حتى القرن السادس عشر، توجد العمارة القوطية في العديد من الكاتدرائيات والأديرة والكنائس في أوروبا، وفي العديد من المباني غير الدينية مثل القلاع والقصور ومجالس المدينة ومجالس النقابات والجامعات، وفي المساكن الخاصة لكن بدرجة أقل وضوحًا.
على الرغم من أن العمارة العلمانية والمدنية بشكل عام كانتا تابعتين للعمارة الكنسية من حيث الأهمية، نمت أهمية العمارة المدنية مع تقدم العصور الوسطى. يقول دايفيد واتكين، على سبيل المثال، عن العمارة القوطية العلمانية في بلجيكا الحالية: «ومع ذلك، فإن العمارة العلمانية ومجالس النقابات ومجالس المدن في مدنها التجارية المزدهرة، هي التي تجعل من بلجيكا فريدة من نوعها. تتجاوز روعتها غالبًا تلك الأسس الكنسية المعاصرة، في حين أن لغتها الزخرفية لم توجد دون التأثير على الكنائس مثل كاتدرائية أنتويرب».

## خلفية

### سياسية
قُسمت أوروبا في نهاية القرن الثاني عشر إلى العديد من الدول والممالك. كانت المنطقة التي شملت ألمانيا الحديثة وجنوب الدنمارك وهولندا وبلجيكا ولوكسمبورغ وسويسرا والنمسا وسلوفينيا وجمهورية التشيك ومعظم شمال إيطاليا (باستثناء البندقية والدولة البابوية)، جزءًا من الإمبراطورية الرومانية المقدسة، لكن الحكام المحليين مارسوا الكثير من الحكم الذاتي. كانت فرنسا والدنمارك وبولندا والمجر والبرتغال واسكتلندا وقشتالة وأراغون ونبرة وصقلية وقبرص ممالك مستقلة، مثلما كانت الإمبراطورية الأنجوية، التي حكم ملوكها من أسرة بلانتاجانت في إنجلترا والمقاطعات الكبيرة فيما كان سيصبح فرنسا الحديثة. أصبحت النرويج تحت تأثير إنجلترا، بينما تأثرت الدول الاسكندنافية الأخرى ودول البلطيق وبولندا بالاتصالات التجارية مع الرابطة الهانزية. جلب ملوك الإمبراطورية الأنجوية التقليد القوطي من فرنسا إلى جنوب إيطاليا، بينما قدم ملوك سلالة لوزينيان العمارة القوطية الفرنسية إلى قبرص.
نمت في هذا الوقت التجارة بسرعة في جميع أنحاء أوروبا ونتج عن ذلك نمو مرتبط بها في المدن. كان لدى ألمانيا والأراضي المنخفضة مدن مزدهرة كبيرة نمت في سلام نسبي، من خلال التجارة والمنافسة مع بعضها، أو لجأت إلى الاتحاد من أجل النفع المتبادل كما هو الحال في الرابطة الهانزية. كان للبناء المدني أهمية كبيرة كدليل على الثروة والفخر. ظلت كل من إنجلترا وفرنسا إقطاعية إلى حد كبير وأنتجت الكثير من العمارة المحلية الضخمة لملوكها ودوقاتها وأساقفتها بدلًا من مجالس المدينة الكبيرة لمواطنيها.

### دينية
سادت الكنيسة الكاثوليكية في جميع أنحاء أوروبا خلال هذا الوقت، مما أثر ليس فقط على الإيمان ولكن أيضًا على الثروة والسلطة. عينت الكنيسة الأساقفة وغالبًا ما حكموا كأمراء افتراضيين على العقارات الكبيرة. شهدت فترات العصور الوسطى المبكرة نموًا سريعًا في الرهبانية، مع انتشار عدة أوامر مختلفة وانتشر نفوذها على نطاق واسع. حلت الرهبنة البندكتية في المقام الأول، وتجاوزت عدد مؤسساتها أي مؤسسات أخرى في إنجلترا. يميل جزء من نفوذهم إلى البناء داخل المدن. كانت الرهبنة الكلونية والرهبنة السيسترسية سائدتين في فرنسا، إذ أنشأ الدير الكبير في كلوني صيغة لموقع رهباني مخطط بشكل جيد ليؤثر بعد ذلك على جميع المباني الرهبانية اللاحقة بما فيها الأحياء المحلية لقرون عديدة.

### جغرافية
أصبحت العمارة الرومانية منذ القرن العاشر وحتى القرن الثالث عشر أسلوبًا أوروبيًا وطريقة في البناء، مما أثر على المباني في بلدان بعيدة مثل إيرلندا وكرواتيا والسويد وصقلية، ثم تأثرت نفس المنطقة الجغرافية الواسعة بتطور العمارة القوطية، لكن قبول الأسلوب القوطي وأساليب البناء اختلف من مكان لآخر، كما فعلت تعابير الذوق القوطي. كان قرب بعض المناطق يعني أن حدود الدولة الحديثة لا يحدد تقسيمات الأسلوب. ومن ناحية أخرى، أنتجت بعض المناطق مثل إنجلترا واسبانيا خصائص تعريف نادرًا ما يمكن رؤيتها في مكان آخر، باستثناء الحالات التي نقلها حرفيون متنقلون أو الأساقفة المتنقلون. تُصبح الاختلافات الإقليمية الواضحة في العصر الروماني في غالب الأمر أكثر وضوحًا في القوطية.
أثرت وفرة المواد المحلية على كل من الإنشاء والأسلوب. كان الحجر الجيري متاحًا في فرنسا بسهولة وبدرجات عدة، وكان الحجر الجيري الأبيض الناعم جدًا في كاين مفضلًا فيما يتعلق بالزخرفة النحتية. احتوت إنجلترا على الحجر الجيري الخشن والحجر الرملي الأحمر وكذلك على رخام بوربيك الأخضر الداكن الذي كان يُستخدم غالبًا للسمات المعمارية.
لم يتوفر حجر البناء المحلي في شمال ألمانيا وهولندا وشمال بولندا والدنمارك ودول البلطيق، ولكن تقليدًا قويًا يتعلق باستخدام الطوب في البناء ساد هناك، ونتج عنه أسلوب الطوب القوطي الذي يُدعى «باكستاينغوتيك» في ألمانيا والدول الاسكندنافية ويرتبط مع الرابطة الهانزية. استُخدم في إيطاليا الحجر للتحصينات، ولكن الطوب كان المادة المفضلة للأنواع الأخرى من المباني. كُسيت العديد من المباني بالرخام بسبب التراكم الطبيعي الواسع الانتشار له، أو تُركت واجهاتها غير مزخرفة بغرض إكسائها في وقت لاحق.
أثرت وفرة الخشب على أسلوب العمارة، وسادت المباني الخشبية في الدول الاسكندنافية. أثر توافر الخشب أيضًا على طرق إنشاء الأسقف في جميع أنحاء أوروبا. يُعتقد أن أسقف جوائز المطرقة الرائعة في إنجلترا، قد صُممت كاستجابة مباشرة لنقص الأخشاب الطويلة المستقيمة في نهاية فترة القرون الوسطى، عندما دُمرت الغابات ليس فقط لإنشاء أسقف واسعة بل من أجل بناء السفن.

## النطاق

### المدن الجديدة، تخطيط المدن والتحضر
أُنشئت العديد من المدن والبلدات الجديدة في أوروبا خلال العصور الوسطى العالية والمتأخرة. بدأ التحضر بالانتشار ببطء مرة أخرى في جميع أنحاء أوروبا وذلك بدءًا من القرن الثاني عشر، إذ توقفت التنمية الحضرية منذ سقوط الإمبراطورية الرومانية بشكل عام أو توقفت عند نطاق محدود للغاية. حفز هذا التطور السياسي الذي بدأ ببطء تحدي النظام الإقطاعي المهيمن حينها، وذلك مع مرور الوقت وإنشاء مدن جديدة. تنعكس القوة المتزايدة للمدن في بناء مجالس المدينة والنقابات والمباني التجارية والمدنية الأخرى. تنعكس الاختلافات الإقليمية في هيكل السلطة السياسية في عمارة مدن العصور الوسطى.
هناك بعض الأمثلة على تخطيط المدن المركزي من تلك الفترة الزمنية، على الرغم من أن معظم المدن خلال العصر القوطي نمت بشكل عشوائي إلى حد ما لفترة طويلة من الزمن. أُنشئت العديد من البلدات الجديدة المصممة بمخططات شبكية في جنوب فرنسا خلال القرنين الثالث عشر والرابع عشر، وتُعرف كل بلدة منها باسم باستيد. تمتلك هذه المدن والبلدات صفاتها الخاصة: «بُنيت على أرض غير مأهولة، وكانت هذه الباستيد مختلفة عن قرى العصور الوسطى القديمة ذات الشوارع المتعرجة التي نمت طوعًا أو كراهية على مدى عقود. اعتمدت الباستيد على الشبكة المربعة المنتظمة للمدن الرومانية القديمة، مع ساحة سوق مقنطرة في المركز. أُنشئت الكنيسة في معظم الحالات جانب الساحة وهذا ما يدل على إعطاء الأولوية للتجارة». تعد مدينة إيغ مورت في جنوب فرنسا مثالًا كبيرًا بشكل غير اعتيادي لمدينة أُعيد تصميمها بوعي، إن لم تكن جديدة تمامًا.